# アルトゥル・アビラ
アルトゥル・アビラ（Artur Avila Cordeiro de Melo, 1979年6月29日 - ）はブラジルの数学者。2014年に大韓民国ソウル特別市で開かれた国際数学者会議（ICM）でラテンアメリカ初となるフィールズ賞を受賞した。主な研究分野は、力学系の理論とスペクトル理論である。

## 人物
リオデジャネイロ出身で、フランスとの二重国籍。16歳の時、1995年の国際数学オリンピックで金メダルを受賞している。リオデジャネイロ連邦大学卒業。
IMPA(Instituto de Matemática Pura e Aplicada)で修士号を取得、リオデジャネイロ連邦大学(Universidade  federal do Rio de Janeiro)では博士号も取得した。2018年8月からスイスのチューリヒ大学教授を務めている。
2008年にはヨーロッパ数学会賞受賞。